# ولسوالی مقر
ولسوالی مقر یکی از ۱۹ ولایت غزنی، به مرکزیت مقر در جنوب خاوری افغانستان است. مقر ۷۲۰ کیلومترمربع مساحت و جمعیت آن در سال ۱۳۹۹ حدود ۸۶٬۸۶۳ نفر می‌باشد.

## جغرافیا
این ولسوالی در جنوب غربی ولایت در فاصله ۱۵۰ کیلومتری مرکز قرار دارد که در شمال آن ولسوالی قره‌باغ، در غرب آن ولسوالی آب‌بند، در جنوب خاوری آن ولایت پکتیکا، در جنوب باختری آن ولسوالی گیلان و در شمال باختری آن ولسوالی جاغوری قرار دارد. ساکنان این منطقه اکثراً پشتون می‌باشند. اقلیت‌های هزاره و تاجیک نیز در این ناحیه ساکن هستند.
| ژ                                                   | ف       | م        | آ        | م        | ژ        | ژ        | آ        | س         | اُ        | ن         | د        |
| ۶۸ ۳ ۹−                                             | ۸۰ ۵ ۷− | ۲۲۵ ۲۳ ۰ | ۳۶۵ ۳۳ ۶ | ۶۲ ۴۱ ۱۱ | ۳۸ ۴۵ ۱۵ | ۳۱ ۴۴ ۱۸ | ۸۰ ۴۴ ۱۵ | ۱۸۲ ۴۱ ۱۱ | ۲۶۷ ۳۳ ۴ | ۱۹۴ ۲۲ ۲− | ۶۴ ۱۱ ۶− |
| میانگین بالاترین و پایین‌ترین دما به مقیاس سانتیگراد |         |          |          |          |          |          |          |           |          |           |          |
| بارندگی به مقیاس میلی‌متر                            |         |          |          |          |          |          |          |           |          |           |          |
| منبع: Climate-Data.org                              |         |          |          |          |          |          |          |           |          |           |          |

| مقیاس فارنهایت و اینچ                              | مقیاس فارنهایت و اینچ | مقیاس فارنهایت و اینچ | مقیاس فارنهایت و اینچ | مقیاس فارنهایت و اینچ | مقیاس فارنهایت و اینچ | مقیاس فارنهایت و اینچ | مقیاس فارنهایت و اینچ | مقیاس فارنهایت و اینچ | مقیاس فارنهایت و اینچ | مقیاس فارنهایت و اینچ | مقیاس فارنهایت و اینچ |
| -------------------------------------------------- | --------------------- | --------------------- | --------------------- | --------------------- | --------------------- | --------------------- | --------------------- | --------------------- | --------------------- | --------------------- | --------------------- |
| ژ                                                  | ف                     | م                     | آ                     | م                     | ژ                     | ژ                     | آ                     | س                     | اُ                     | ن                     | د                     |
| ۲٫۷ ۳۷۱۶                                           | ۳٫۱ ۴۱۱۹              | ۸٫۹ ۷۳۳۲              | ۱۴ ۹۱۴۳               | ۲٫۴ ۱۰۶۵۲             | ۱٫۵ ۱۱۳۵۹             | ۱٫۲ ۱۱۱۶۴             | ۳٫۱ ۱۱۱۵۹             | ۷٫۲ ۱۰۶۵۲             | ۱۱ ۹۱۳۹               | ۷٫۶ ۷۲۲۸              | ۲٫۵ ۵۲۲۱              |
| میانگین بالاترین و پایین‌ترین دما به مقیاس فارنهایت |                       |                       |                       |                       |                       |                       |                       |                       |                       |                       |                       |
| بارندگی به مقیاس اینچ                              |                       |                       |                       |                       |                       |                       |                       |                       |                       |                       |                       |

| ژ                                                   | ف       | م        | آ        | م        | ژ        | ژ        | آ        | س         | اُ        | ن         | د        |
| ۶۸ ۳ ۹−                                             | ۸۰ ۵ ۷− | ۲۲۵ ۲۳ ۰ | ۳۶۵ ۳۳ ۶ | ۶۲ ۴۱ ۱۱ | ۳۸ ۴۵ ۱۵ | ۳۱ ۴۴ ۱۸ | ۸۰ ۴۴ ۱۵ | ۱۸۲ ۴۱ ۱۱ | ۲۶۷ ۳۳ ۴ | ۱۹۴ ۲۲ ۲− | ۶۴ ۱۱ ۶− |
| میانگین بالاترین و پایین‌ترین دما به مقیاس سانتیگراد |         |          |          |          |          |          |          |           |          |           |          |
| بارندگی به مقیاس میلی‌متر                            |         |          |          |          |          |          |          |           |          |           |          |
| منبع: Climate-Data.org                              |         |          |          |          |          |          |          |           |          |           |          |

| مقیاس فارنهایت و اینچ                              | مقیاس فارنهایت و اینچ | مقیاس فارنهایت و اینچ | مقیاس فارنهایت و اینچ | مقیاس فارنهایت و اینچ | مقیاس فارنهایت و اینچ | مقیاس فارنهایت و اینچ | مقیاس فارنهایت و اینچ | مقیاس فارنهایت و اینچ | مقیاس فارنهایت و اینچ | مقیاس فارنهایت و اینچ | مقیاس فارنهایت و اینچ |
| -------------------------------------------------- | --------------------- | --------------------- | --------------------- | --------------------- | --------------------- | --------------------- | --------------------- | --------------------- | --------------------- | --------------------- | --------------------- |
| ژ                                                  | ف                     | م                     | آ                     | م                     | ژ                     | ژ                     | آ                     | س                     | اُ                     | ن                     | د                     |
| ۲٫۷ ۳۷۱۶                                           | ۳٫۱ ۴۱۱۹              | ۸٫۹ ۷۳۳۲              | ۱۴ ۹۱۴۳               | ۲٫۴ ۱۰۶۵۲             | ۱٫۵ ۱۱۳۵۹             | ۱٫۲ ۱۱۱۶۴             | ۳٫۱ ۱۱۱۵۹             | ۷٫۲ ۱۰۶۵۲             | ۱۱ ۹۱۳۹               | ۷٫۶ ۷۲۲۸              | ۲٫۵ ۵۲۲۱              |
| میانگین بالاترین و پایین‌ترین دما به مقیاس فارنهایت |                       |                       |                       |                       |                       |                       |                       |                       |                       |                       |                       |
| بارندگی به مقیاس اینچ                              |                       |                       |                       |                       |                       |                       |                       |                       |                       |                       |                       |